# Heppeneert
Heppeneert est un hameau de la localité de Maaseik dans le Limbourg.